# 椙山女学园大学短期大学部
椙山女学园大学短期大学部（日语：／ Sugiyama Jogakuen Daigaku Tanki Daigakubu *），简称椙山短大，是过去一所位于日本爱知县名古屋市千种区的私立短期大学。

## 概要

### 简介
- 椙山女学园大学成立于1949年、源流即缝纫女学校[注 2]成立于1905年。学校法人成立于1951年、短期大学为于1969年开办、由学校法人椙山女学园经营[1]。以后招生到1999年、停办于2001年[2][3]。现在学校法人椙山女学园有高等学校、中学校、小学校、幼儿园[4]。

### 历史
- 1969年 椙山女学园大学短期大学部成立并同时设置文学科分离为两个专攻、以下列举。
  - 日文专攻：一年招生数100[2]
  - 英文专攻：一年招生数100[2]
- 1976年 文学科各自一年招生数变更为150从100、因此文学科一年招生数300。
- 1999年 最后一年招生、次年停止招生（正式停办于2001年12月20日[2]）。

## 学校环境
- 校区：在了爱知县名古屋市千种区[注 1]

## 组织

### 学科
- 文学科
  - 日文专攻
  - 英文专攻

### 专科
| - 没有 |

### 业余课程
| - 没有 |

## 相关链接
- 日本短期大学列表
- 椙山女学园大学